# Santiago Acatlán
Santiago Acatlán es una localidad del estado mexicano de Puebla. Es parte del municipio de Tepeaca.

## Toponimia
El nombre «Santiago» hace referencia al santo patrono de la localidad: Santiago el Mayor. El nombre «Acatlán» proviene de los términos en náhuatl acatl, caña; tlan, lugar. Su significado es «lugar de cañas».

## Demografía
| Gráfica de evolución demográfica |
|                                  |

| Censo | Población |
| ----- | --------- |
| 1900  | 773       |
| 1910  | 644       |
| 1921  | 727       |
| 1930  | 878       |
| 1940  | 1 072     |
| 1950  | 1 374     |
| 1960  | 1 802     |
| 1970  | 2 364     |
| 1980  | 3 823     |
| 1990  | 4 814     |
| 1995  | 5 262     |
| 2000  | 5 985     |
| 2005  | 6 253     |
| 2010  | 7 601     |
| 2020  | 9 201     |